# Un bel dì, vedremo
Un bel dì, vedremo (títol original en italià; Un bell dia, veurem traduït al català) és una ària per a soprano de l'òpera Madama Butterfly de Giacomo Puccini. L'ària és cantada per la protagonista, Cio-Cio San, durant el segon acte de l'òpera mentre imagina el retorn del seu amat Pinkerton. L'ària és la peça més coneguda de Madama Butterfly i probablement una de les àries per a soprano més conegudes de l'òpera en general. El tema de l'ària és el retorn del marit de la protagonista, Pinkerton, qui després de casar-se amb ella l'abandona per a tornar al seu país d'origen. Durant l'ària, la protagonista imagina com serà el retorn del seu espòs. L'ària es representa en una cambra on només hi ha Cio-Cio San i Suzuki, la serventa d'aquesta.

## Lletra
| Original en Italià Un bel dì, vedremo Levarsi un fil di fumo Sull'estremo confin del mare E poi la nave appare Poi la nave bianca Entra nel porto, romba il suo saluto. Vedi? Egli è venuto! Io non gli scendo incontro, io no. Mi metto là sul ciglio del colle E aspetto, e aspetto gran tempo E non mi pesa la lunga attesa. E uscito dalla folla cittadina Un uomo, un picciol punto S'avvia per la collina. Chi sarà? Chi sarà? E come sarà giunto Che dirà? Che dirà? Chiamerà Butterfly dalla lontana Io senza dar risposta Me ne starò nascosta Un po' per celia, E un po' per non morire Al primo incontro, Ed egli al quanto in pena Chiamerà, chiamerà : «Piccina, mogliettina, olezzo di verbena» I nomi che mi dava al suo venire. (a Suzuki) Tutto questo avverrà, te lo prometto Tienti la tua paura! Io con sicura fede. L'aspetto. | Traducció en català Un bell dia veurem aixecar-se un fil de fum en el confí del mar. I després apareixerà la nau. la nau blanca. Entra al port, retrona la seva salutació. Veus? Ell ha vingut! Jo no vaig al seu encontre, jo no. Aniré al cim d'aquell turó, i esperaré i espero,i espero molt de temps. Però la llarga espera no se'm fa feixuga I, sorgit d'entre la multitud de la ciutat, un home, un petit punt, puja pel turó. Qui serà? Qui serà? I quan sigui aquí, Què dirà? Què dirà? Cridarà: -Butterfly- des de la llunyania; no li daré resposta. Estaré amagada. Una mica de broma, i una mica per no morir al primer encontre. I ell, preocupat, dirà, dirà; “Petita esposa, fragància de verbena”, com em solia anomenar, en arribar aquí. (a Suzuki) Tot això esdevindrà, t'ho juro. Allunya les teves pors, Jo amb fe segura l'espero. |